# مانويل مارتي
مانويل مارتي (بالإسبانية: Manuel Martí)‏ هو عالم إنسان وكاتب إسباني، ولد في 19 يوليو 1663 في أوروبيسا ديل مار في إسبانيا، وتوفي في 21 أبريل 1737 في أليكانتي في إسبانيا.